# Абанкай
Абанка́й (исп. Abancay) — город на юге Перу.
Административный центр региона (ранее департамента) Апуримак и провинции Абанкай. Население — 73 тысячи человек.

## Географическое положение
Абанкай расположен на высоте 2378 м над уровнем моря в южной части Перуанских Анд, над рекой Пачачака. Ближайший город — Куско.
Абанкай находится на пересечении двух важных перуанских дорог: древней дороги между городами Наска и Куско и дороги из Аякучо в Куско.

## История
Абанкай был заселён ещё задолго до инков. Исконное название «Аманкай» происходило от цветка, произраставшего в этих местах. Затем испанцы переименовали город в «Абанкай, город королей», сокращённого впоследствии до Абанкай.
Здесь состоялось сражение при Абанкае между войсками конкистадора Франсиско Писарро и Диего де Альмагро.

## Туризм
Главным туристическим событием является карнавал, проходящий целый месяц, начиная с последней недели февраля.
Город окружают великолепные ландшафты. Стоит посетить Национальный заповедник Ампай в Андах и Облачный лес в бассейне Амазонки к северу от города, где расположена гора Апу-Ампай высотой 5300 м.
Река Пачачака известна своим мостом, построенным во времена колонизации.
В нескольких километрах от города, на территории национального заповедника, расположена живописная лагуна Успакочча и археологический объект Сайвите, известный своим каменным монолитом.
Стоит посетить также горячие источники Конока, помогающие против артрита, астмы и псориаза.